# Nohaisme

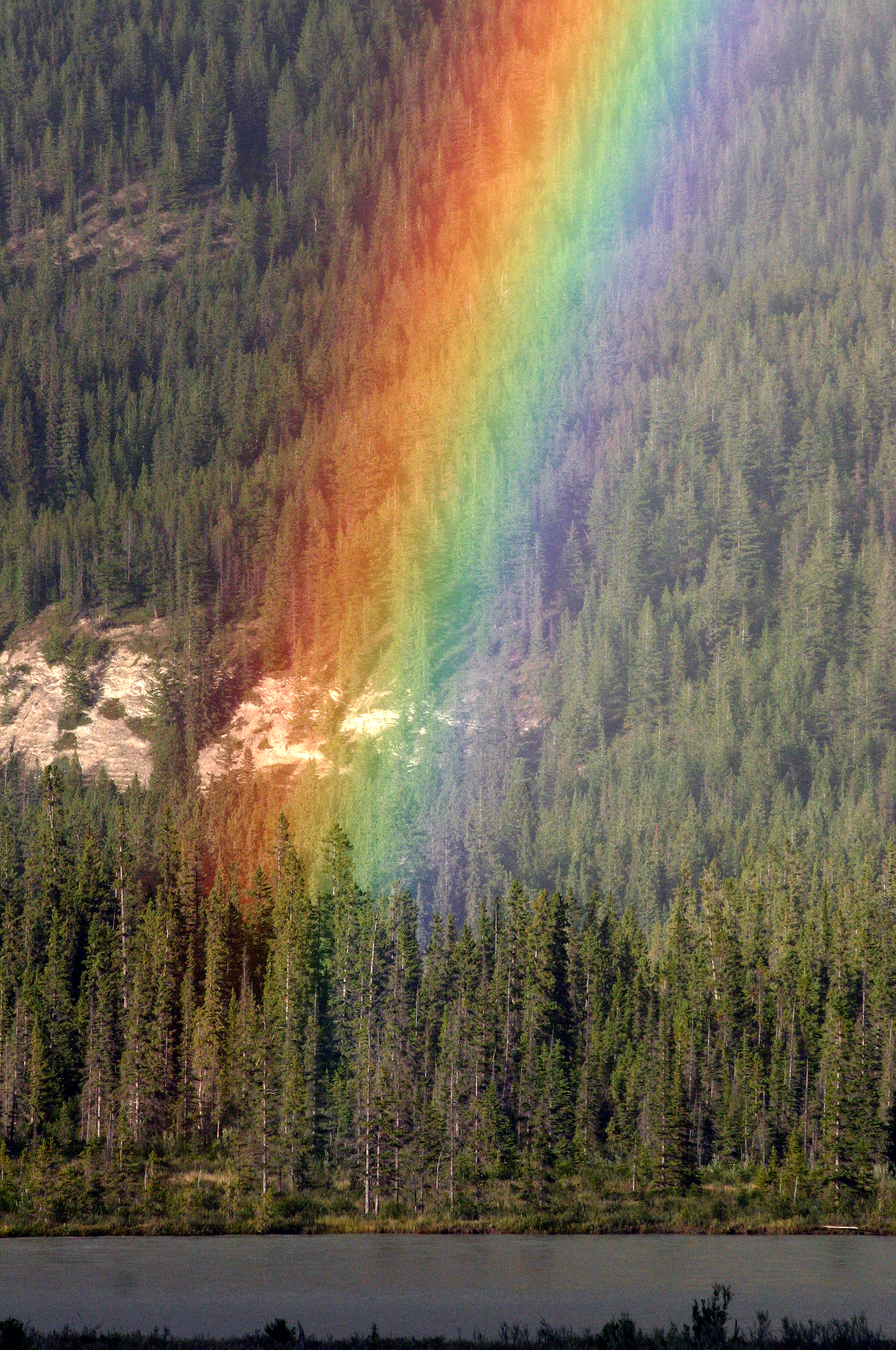
L'arc-en-ciel est le symbole classique du mouvement noahide, rappelant l'arc-en-ciel apparu dans les cieux à la suite du Déluge biblique.

Le nohaisme ou noachisme est un courant religieux du judaïsme, basé sur les Sept Lois de Noé. Ces lois sont observées par les non-juifs considérés comme les justes des nations par Maïmonide.
Selon la loi juive, les non-juifs (nommés gentils) ne sont pas obligés de se convertir au judaïsme, mais ils sont tenus d'observer les Sept lois de Noé pour être assurés d'une place dans le monde à venir (en hébreu : Olam Ha-Ba) après leur mort, qui est la récompense finale des vertueux. La sanction en cas de violation de l'une des lois noahides est discutée dans le Talmud, mais en termes pratiques, elle est soumise au système juridique en vigueur qui est établi par la société dans son ensemble. Ceux qui souscrivent à l'observance de l'Alliance de Noé sont appelés B'nei Noah, soit les « fils de Noé » . Le mouvement noahide moderne a été fondé dans les années 1990 par des rabbins juifs orthodoxes d'Israël, principalement liés à des organisations Chabad-Loubavitch et sionistes religieuses, notamment l'Institut du Temple.

## Historique
Dans son livre Israël et l'humanité, édité 14 ans après sa mort en 1914, Elie Benamozegh prône le mosaïsme pour la communauté juive et le nohaisme pour l'ensemble de l'humanité.  Son disciple Aimé Pallière a édité le livre.

## Mouvements contemporains
Un mouvement moderne nommé B'nei Noah ou B'nei Noach (hébreu : בני נח) est apparu dont les membres s'engagent à suivre les Lois noahides.
Le judaïsme orthodoxe ne prône pas la conversion au judaïsme mais affirme que la communauté juive a un devoir d'information envers ceux intéressés à suivre les lois de Noé, fondé sur l'enseignement de Maïmonide. Certains groupes juifs ont particulièrement promu les 7 lois de Noé, comme la dynastie hassidique Habad-Loubavitch, dont un dirigeant, le rabbin Menachem Mendel Schneerson, a lancé la campagne Noahide avec des groupes affiliés à Dor Daim (en), et des personnes étudiant Maïmonide.
De petits groupes se nommant eux-mêmes B'nei Noah (enfants de Noé) se sont récemment organisés pour former des communautés afin de gouverner leurs vies par cette forme de moralité. Le Grand conseil du B’nei Noah (en) est particulièrement engagé dans l'établissement de liens entre les juifs orthodoxes et les gens observant le nohaisme.

### Grand conseil du B’nei Noah
Un grand conseil du B’nei Noah a été mis sur pied le 10 janvier 2006 par un groupe établi en Israël en 2004 se présentant comme le nouveau Sanhedrin ; ce conseil a été mis en place pour représenter les communautés B'nei Noah,.

## Liste des communautés internationales
- Centre noachide mondial
- Noahide.org, New York, NY Center
- Noahide community of the United Kingdom
- Noahide community of Oklahoma
- Fédération Noahide Francophone ; youtube : Torah pour les Nations https://www.youtube.com/channel/UCxfcrmRzeLblLz6PXHDFBRw